# Kev Adams
Kev Adams o Kev 'Adams (París, Francia, 1 de julio de 1991) es un comediante, actor, humorista, guionista y productor de cine francés.

## Familia y juventud
Adams nació en 1991 en el distrito 16 de París. Su padre es un agente inmobiliario de ascendencia judía argelina y su madre, una economista, de ascendencia judía tunecina. Tiene dos hermanos menores, Noam y Lirone. Comenzó a tomar clases de teatro a los siete años. En 2009, Adams completó su bachillerato francés en literatura y se matriculó en derecho en la Universidad de París X Nanterre mientras seguía simultáneamente su carrera como actor. Afirmó que era "extremadamente difícil, casi imposible, equilibrar ambos".

## Carrera
En 2009, Adams fue descubierto por Elisa Soussan, productora de Anne Roumanoff, quien lo invitó a actuar en su show Carte Blanche en el Olympia de París. Esta representación teatral se retransmitió en Paris Première . Después de este evento, se ofreció a Adams para ser el acto de apertura de un espectáculo de Gad Elmaleh en el Palais des Sports. Su primer espectáculo individual, The Young Man Show, se presentó por primera vez en París en 2009 en el Théâtre Le Temple y luego continuó en el Palais des Glaces antes de realizar una gira por Francia. La gira terminó en Suiza el 22 de julio de 2012, durante el Paléo Festival de Nyon . Luego realizó un espectáculo llamado Test… Voilà, Voilà! en el Bataclan del 27 de noviembre al 31 de diciembre de 2013.   
De septiembre de 2010 a febrero de 2011, Adams participó en el programa de televisión On n'demande qu'à en rirepresentado por Laurent Ruquier . Abandonó voluntariamente el programa para dedicarse a la serie de televisión Soda, en la que juega un papel importante. Soda representa la vida diaria de tres niños e incluye estrellas invitadas como La Fouine y Amel Bent. Desde el verano de 2011, la serie se ha emitido en M6,  y en W9 en 2012. La tercera temporada cierra la serie en 2015. 
El mismo año tiene sus mayores éxitos de taquilla con Serial Teachers, interpretando al casi abandono estudiante y sus aventuras con los peores maestros de Francia, y The New Adventures of Aladdin, como uno de los ladrones atrapados por los niños en medio de un robo en Nochebuena. 

## Filmografía
| Año     | Título                          | Papel                        | Director                             | Notas                                       |
| ------- | ------------------------------- | ---------------------------- | ------------------------------------ | ------------------------------------------- |
| 2000    | Cours toujours                  | Paco joven                   | Dante Desarthe                       |                                             |
| 2008    | LOL                             | Extra                        | Lisa Azuelos                         |                                             |
| 2011    | El día que vi tu corazón        | Un comediante                | Jennifer Devoldère                   |                                             |
| 2011-15 | soda                            | Adán                         | Jean Michel Bensoussan y Nath Dumont | Serie de TV (692 Episodios)                 |
| 2012    | The Lorax                       | Ted Wiggins (voz)            | Chris Renaud                         | Doblaje francés                             |
| 2013    | Los Croods                      | Guy (voz)                    | Chris Sanders y Kirk DeMicco         | Doblaje francés                             |
| 2013    | Maestros en serie               | Thierry Boulard              | Pierre-François Martin-Laval         |                                             |
| 2013    | Kidon                           | Facebook                     | Emmanuel Naccache                    |                                             |
| 2013    | C'est la crise                  |                              | David Freymond                       | Serie de TV (1 episodio)                    |
| 2014    | Fiston                          | Alex                         | Pascal Bourdiaux                     |                                             |
| 2014    | soda : Un fin de semana largo   | Adán                         | Jean Michel Bensoussan (2)           | Película de televisión                      |
| 2015    | Maestros en serie 2             | Thierry Boulard              | Pierre-François Martin-Laval (2)     |                                             |
| 2015    | Las nuevas aventuras de Aladdin | Aladin / Sam                 | Arturo Benzaquen                     |                                             |
| 2015    | soda : le rêve américain        | Adán                         | Nath Dumont (2)                      | Película de televisión                      |
| 2016    | Amis publics                    | Léo Pérez                    | Edouard Pluvieux                     |                                             |
| 2016    | Buscando a Dory                 | Bailey (voz)                 | Andrew Stanton                       | Doblaje francés                             |
| 2017    | Un sac de billes                | Fernando                     | Christian Duguay                     |                                             |
| 2017    | Gangsterdam                     | Ruben Jablonski              | Romain Lévy                          |                                             |
| 2017    | Cosas de la edad                | Él mismo                     | Guillaume Canet                      |                                             |
| 2017    | Golpe de foudre                 | El hombre                    | Guy Lecluyse                         | Corto                                       |
| 2017    | Tout la haut                    | Scott                        | Serge Hazanavicius                   |                                             |
| 2017    | Drôles de petites bêtes         | Loulou Le Pou (voz)          | Antoon Krings y Arnaud Bouron        |                                             |
| 2018    | The Spy Who Dumped Me           | Conductor de Bitteauto Lukas | Susanna Fogel                        | Primer papel en una película estadounidense |
| 2018    | Alad'2                          | Aladin / Sam                 | Lionel Steketee                      | Secuela Las nuevas aventuras de Aladdin     |
| 2019    | La familia Addams               | Gomez Addams (voz)           | Conrad Vernon y Greg Tiernan         | Doblaje francés                             |
| 2022    | El peor trabajo de mi vida      | Milann Rousseau              | Thomas Gilou                         |                                             |

## Discografía
| Año  | Título                                               | Posiciones máximas | Posiciones máximas | Certificación | Álbum |
| Año  | Título                                               | FR                 | BEL Ultratop       | Certificación | Álbum |
| ---- | ---------------------------------------------------- | ------------------ | ------------------ | ------------- | ----- |
| 2015 | "Le prince Aladin"( Black M hazaña. Kev Adams) letra | 3                  | 22                 |               |       |
| 2015 | "Yallah Yallah (L'arrivée d'Aladin)"                 | 35                 |                    |               |       |